# Duodenaldivertikel
Duodenaldivertikel sind Aussackungen (Divertikel) der Wand vom Zwölffingerdarm. Die meisten entwickeln sich Richtung Bauchspeicheldrüse, sind also konkavseitig an der C-Schlinge zu finden.
Selten sind intraluminale oder intramurale Duodenaldivertikel, die in den Darmkanal hineinragen oder in der Wand selbst zu finden sind. Sie sind als Fehlbildungen aus einer Mukosaduplikatur (Schleimhautverdopplung) entstanden und können zu einer kompletten Verlegung des Dünndarms führen. In der Phylogenese sind sie mit der Duodenalatresie verwandt.

## Häufigkeit
Je nach Patientengut wird die Häufigkeit unterschiedlich angegeben. Laut Sektionsstudien werden sie in ca. 20 % aller Fälle gefunden; Endoskopiker sehen es mit 10 % neben der Papille (iuxtapapillär), wenn sie z. B. anlässlich einer ERCP das Duodenum genau untersuchen müssen, um die Einmündungsstelle des Gallenganges zu finden. Wahrscheinlich wird das Duodenaldivertikel mit zunehmendem Alter häufiger. Mann und Frau sind gleichhäufig betroffen. Die genaue Ursache ihrer Entstehung ist unbekannt.

## Bedeutung
Gerhard Lemmel beschrieb 1934 ein Krankheitsbild der Duodenaldivertikel, das seit etwa 1995 als „Lemmel-Syndrom“ bezeichnet wird. In der Regel machen Duodenaldivertikel keine Beschwerden. Sie stören jedoch bei der ERCP und können diese Untersuchung erschweren oder unmöglich machen.
Als Ursache für Blutungen im Verdauungstrakt ist das Duodenaldivertikel selten verantwortlich zu machen. Duodenale Divertikel können außerdem durch eine Entzündung, eine Perforation, einen Ileus, eine Pankreatitis und einen Aufstau des Gallenganges kompliziert und dann auch symptomatisch werden. Ganz selten findet sich eingedickter und verhärteter Darminhalt im Divertikel (Enterolith).

## Diagnose
In der Regel wird ein Duodenaldivertikel zufällig bei einer Endoskopie, Computertomographie oder Laparotomie entdeckt, da es sich klinisch meist stumm verhält.

## Therapie
Sehr selten muss ein Duodenaldivertikel operiert werden.